# Corporate Memphis

Eine Illustration im typischen Corporate-Memphis-Stil.

Corporate Memphis oder Flat Art ist ein Begriff, der einen flachen, geometrischen Kunststil beschreibt, der in den späten 2010er und frühen 2020er Jahren häufig mit Big-Tech-Illustrationen in Verbindung gebracht wurde. Der Name spielt auf den farblich ähnlichen Stil der Mailänder Gruppe Memphis an, die in den 1980er Jahren postmoderne Möbel-, Textil und Keramikdesigns entwickelten und für ihre bunten, kindlich wirkenden geometrischen Formen bekannt sind. Der Stil wurde jedoch auch für seine übermäßige Vereinfachung und die Darstellung einer utopischen Realität kritisiert, die im Widerspruch zur tatsächlichen Arbeitsweise großer Technologiekonzerne steht. Viele bemängeln, dass Corporate Memphis eine „nicht-hierarchische Welt“ suggeriert, die nicht mit der wettbewerbsorientierten Natur der Tech-Industrie übereinstimmt. Zudem wurde der Stil für seine emotionale Belanglosigkeit und stereotype Darstellung von Diversität kritisiert, die oft eher wie Symbolik als wie echte Repräsentation wirkt.

## Herkunft
Flat Art entwickelte sich durch die Verbreitung von Vektorgrafikprogrammen und aufgrund einer Nostalgie für moderne Illustrationen aus der Mitte des 20. Jahrhunderts. Der Trend setzte sich in der redaktionellen Illustration und vor allem in der Technologiebranche durch, die mit einfachen, skalierbaren Illustrationen arbeiteten, um Weißraum zu füllen und Apps und Webseiten optische Inhalte zu geben. Der Stil wurde weithin populär, als Facebook 2017 das Illustrationssystem Alegria einführte, das auf diesen Stil setzte.

## Eigenschaften

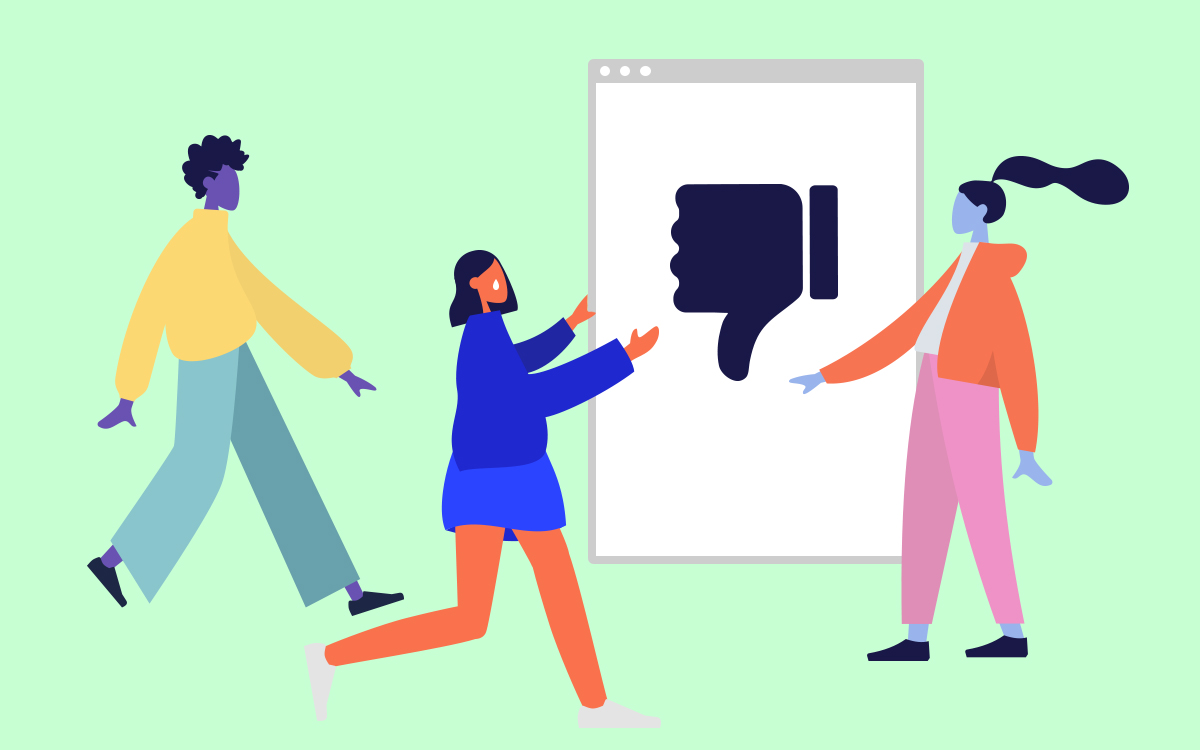
Grafik im Stil Corporate Memphis mit Symbolen und Figuren mit blauen und lila Hauttönen.

Häufige Motive sind flache menschliche Figuren in Aktion, mit unproportionalen Merkmalen wie langen und gebogenen Gliedmaßen, kleinen Oberkörpern, minimalen oder gar keinen Gesichtszügen und leuchtenden Farben ohne jegliche Übergänge. Facebooks Grafikwerkzeug Alegria verwendet nicht-repräsentative Hautfarben wie Blau und Violett, um universellere Bilder zu erzeugen, obwohl einige Künstler, die in diesem Stil arbeiten, realistischere Hautfarben und Merkmale bevorzugen.